# Squadra colombiana di Fed Cup
La squadra colombiana di Fed Cup rappresenta la Colombia nella Fed Cup, ed è posta sotto l'egida della Federación Colombiana de Tenis.
Essa partecipa alla competizione dal 1972, con due sole partecipazioni al World Group, ultima delle quali nel 2003. Il suo miglior risultato è il raggiungimento del primo turno del Gruppo Mondiale nell'edizione del 2003.

## Risultati
| = Incontro del Gruppo Mondiale |

### 2010-2019
| Anno | Turno                         | Data        | Sede                  | Avversario | Punteggio | Esito     |
| ---- | ----------------------------- | ----------- | --------------------- | ---------- | --------- | --------- |
| 2010 | Gruppo I, Fase a gironi       | 3 febbraio  | Lambaré (PRY)         | Bolivia    | 3 – 0     | Vittoria  |
| 2010 | Gruppo I, Fase a gironi       | 4 febbraio  | Lambaré (PRY)         | Cile       | 2 – 1     | Vittoria  |
| 2010 | Gruppo I, Fase a gironi       | 5 febbraio  | Lambaré (PRY)         | Paraguay   | 2 – 1     | Vittoria  |
| 2010 | Gruppo I, Playoff             | 6 febbraio  | Lambaré (PRY)         | Canada     | 0 – 2     | Sconfitta |
| 2011 | Gruppo I, Fase a gironi       | 2 febbraio  | Buenos Aires (ARG)    | Messico    | 3 – 0     | Vittoria  |
| 2011 | Gruppo I, Fase a gironi       | 3 febbraio  | Buenos Aires (ARG)    | Cile       | 3 – 0     | Vittoria  |
| 2011 | Gruppo I, Fase a gironi       | 4 febbraio  | Buenos Aires (ARG)    | Brasile    | 2 – 1     | Vittoria  |
| 2011 | Gruppo I, Playoff             | 5 febbraio  | Buenos Aires (ARG)    | Argentina  | 0 – 3     | Sconfitta |
| 2012 | Gruppo I, Fase a gironi       | 30 gennaio  | Curitiba (BRA)        | Venezuela  | 3 – 0     | Vittoria  |
| 2012 | Gruppo I, Fase a gironi       | 31 gennaio  | Curitiba (BRA)        | Bolivia    | 3 – 0     | Vittoria  |
| 2012 | Gruppo I, Fase a gironi       | 1º febbraio | Curitiba (BRA)        | Paraguay   | 2 – 1     | Vittoria  |
| 2012 | Gruppo I, Fase a gironi       | 3 febbraio  | Curitiba (BRA)        | Brasile    | 2 – 1     | Vittoria  |
| 2012 | Gruppo I, Playoff             | 4 febbraio  | Curitiba (BRA)        | Argentina  | 0 – 2     | Sconfitta |
| 2013 | Gruppo I, Fase a gironi       | 6 febbraio  | Medellín (COL)        | Venezuela  | 3 – 0     | Vittoria  |
| 2013 | Gruppo I, Fase a gironi       | 7 febbraio  | Medellín (COL)        | Perù       | 3 – 0     | Vittoria  |
| 2013 | Gruppo I, Fase a gironi       | 8 febbraio  | Medellín (COL)        | Canada     | 0 – 2     | Sconfitta |
| 2013 | Gruppo I, Playoff 3º-4º posto | 9 febbraio  | Medellín (COL)        | Paraguay   | 1 – 2     | Sconfitta |
| 2014 | Gruppo I, Fase a gironi       | 5 febbraio  | Lambaré (PRY)         | Bahamas    | 2 – 1     | Vittoria  |
| 2014 | Gruppo I, Fase a gironi       | 6 febbraio  | Lambaré (PRY)         | Ecuador    | 3 – 0     | Vittoria  |
| 2014 | Gruppo I, Fase a gironi       | 7 febbraio  | Lambaré (PRY)         | Brasile    | 0 – 2     | Sconfitta |
| 2015 | Gruppo I, Fase a gironi       | 4 febbraio  | San Luis Potosí (MEX) | Cile       | 2 – 1     | Vittoria  |
| 2015 | Gruppo I, Fase a gironi       | 6 febbraio  | San Luis Potosí (MEX) | Brasile    | 1 – 2     | Sconfitta |
| 2015 | Gruppo I, Playoff             | 7 febbraio  | San Luis Potosí (MEX) | Venezuela  | 2 – 0     | Vittoria  |